# 테렐레 파베스
테렐레 파베스(Terele Pávez, 1939년 7월 29일 ~ 2017년 8월 11일)는 스페인의 배우이다.

## 출연 작품
- 언설튼 글로리 (2017)
- 오픈 도어 (2016)
- 더 바 (2016)
- 마이 빅 나이트 (2015)
- 마녀 사냥꾼 (2013)
- 광대를 위한 슬픈 발라드 (2010)
- 토큰왁커스 (2007)
- 러브 에스프레소 (2007)
- 잠 못 들게 하는 영화 1 - 아기의 방 (2006)
- 800 블렛 (2002)
- 커먼 웰스 (2000)
- 99.9 (1997)
- 셀레스티나 : 창녀 이야기 (1996)
- 야수의 날 (1995)
- 라만차의 돈키호테 (1991)
- 라우라 (1987)
- 죄없는 성자들 (1984)